# Giacomo Carissimi
Giovanni Giacomo Carissimi (døbt 18. april 1605 i Marino – død 12. januar 1674 i Rom) var en italiensk komponist under barokken, der tilhørte den romerske skole. Han skrev først og fremmest kirkemusik og var den første betydningsfulde oratoriekomponist. 
Carissimi blev i 1628 kapelmester ved Sant'Apollinaris-kirken i Rom og virkede her til sin død. Han er kendt for sine kammerkantater og motetter. 

## Liv og gerning
Bortset fra at faderen var bødker er kun lidt kendt om Carissimis tidlige liv. I 1624 blev han kapellmester i Assisi og i 1628 ved Collegium Germanicums Sant'Apollinare-basilika.  Han blev præsteviet i 1637. 
Han fik flere smigrende tilbud som fx at blive Claudio Monteverdis efterfølger som kapelmester ved Markuskirken i Venedig. Men Carissimi blev i sin beskedne stilling livet ud. Det ser ikke ud til, at han rejste uden for Italien.
I 1686 beskrev hans efterfølger ham som «meget beskeden privat, meget imødekommende mod sine venner og bekendte; høj, mager og med tendens til melankoli.»

## Virke
I Carissimis tid som komponist blev kirkemusikkens gennemslagskraft svækket til fordel for den verdslige musik. Da han startede karrieren var musiklivet domineret af tidlige generationers romerske skole, eksempelvis Palestrinas kirkemusik, men da karrieren lakkede mod enden var operatiske former og verdslig instrumentalmusik allestedsnærværende. Carissimi deltog selv aktivt i denne musikhistoriske nyorientering ved at introducere gennemgribende nyvindinger i næsten samtlige af tidens musikformer. 
På det verdslige område udformede Carissimi kantaten, arien og duetten på en så kyndig måde, at hele den videre udvikling af disse former byggede på hans ideer: Specielt  recitativet, som fik stor betydning for udviklingen af den dramatiske musik. En anden af komponistens hovedfortjenester er, at han prægede kirkemusikken med den nye stil. Han satte musik til en række bibelhistorier i kantateform, og gennem et udtryksfuldt tonesprog med billedskabende virkning, som gjorde det muligt at udelade scenisk handling. Blandt andet ved at kombinere akkompagneret solosang med ekspressive korpartier, skabte han grundlaget for det senere bibelske oratorium.
Carissimi var en betydelig lærer, med en indflydelse som strakte sig langt op i Frankrig og Tyskland.  Philipp Jakob Baudrexel, Antonio Cesti og Marc-Antoine Charpentier studerede hos Carissimi. Formodentlig gjorde Alessandro Scarlatti det også.

## Værker
- Historia di Jephte
- Baltazar
- Jonas
- Judicium Salomonis
- Ars cantandi
- Historia Divitis
- Dives Malus
- Historia di Job
- Vanitas Vanitatum
- Oratorio della SS Vergine